# Meteorologická stanice Praha Klementinum
Meteorologická stanice Praha Klementinum je nejstarší meteorologickou stanicí v Česku. První měření se datují již k roku 1752, pravidelná systematická měření zde probíhala od roku 1775. Stanice drží nejdelší nepřetržitou řadu meteorologických pozorování ve střední Evropě.

## Historie
Meteorologická měření a pozorování v Klementinu zahájil již v roce 1752 Joseph Stepling, první ředitel a zakladatel klementinské hvězdárny. Věnoval se měření teploty, tlaku a srážek. Ve svém spisku Observationes baro-scopicae, thermo-scopicae, hyeto-metricae ad annum 1752 zdůvodňuje nutnost pravidelných a dlouhodobých měření z vědeckého i praktického hlediska. Měřicí přístroje měl původně ve svém klementinském bytě, na Astronomickou věž byly přemístěny později. Měření se prováděla 2x denně. Steplingovy rukopisné záznamy se nedochovaly. Z jeho období máme pouze záznamy o nejvyšších a nejnižších teplotách a tlaku vzduchu v roce 1752 (v Observationes), měsíční extrémy a průměry barometrického tlaku z let 1769–1777, průměrné měsíční teploty pro vybrané měsíce v období 1769–1770,  průměrné měsíční teploty v období 1771–1777 a součty ranních a odpoledních teplot z let 1771-1777.

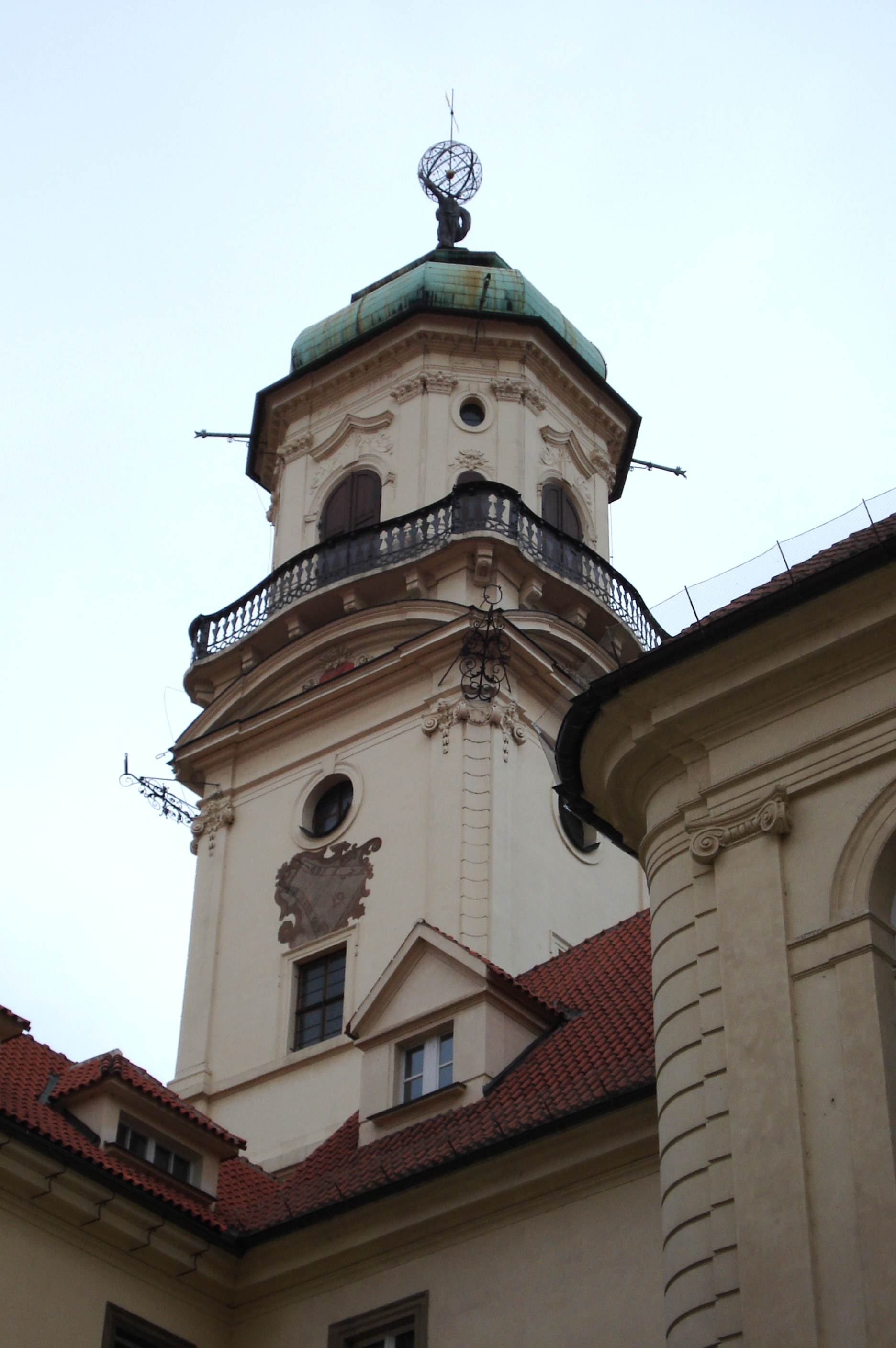
Astronomická věž v Klementinu

Steplingův žák a pozdější nástupce ve funkci ředitele hvězdárny Antonín Strnad již prováděl skutečně pravidelná systematická měření od roku 1775, jak dokazují jeho deníky. V prvních letech jsou v řadě ještě mezery (jednotlivých dní nebo pozorovacích termínů), od roku 1784 je již řada zcela souvislá i podle moderních kritérií. V roce 1781 získala observatoř od mannheimské meteorologické společnosti (Societas Meteorologica Palatina), která podporovala vznik mezinárodní sítě meteorologických stanic a jejímž byl Strnad členem, nové přístroje (teploměr, tlakoměr a vlhkoměr). Aby bylo možné výsledky měření navzájem porovnávat, začalo se měřit 3x denně podle tzv. mannheimských hodin - v 7, 14 a 21 hodin. V roce 1786 byly přístroje přemístěny na severní stěnu budovy vedle kostela sv. Klimenta, kde už zůstaly. Používal se též anemometr pro měření rychlosti a směru větru, který byl umístěn na věži. Výsledky měření byly publikovány ve zprávách (Abhandlungen) Královské české společnosti nauk a ve spisech mannheimské společnosti. Strnad se rovněž zasloužil o zřízení dalších meteorologických stanic v Čechách. Podle jeho koncepce měla meteorologická stanice v Klementinu kromě vlastního měření a publikování výsledků také organizovat a koordinovat práci těchto stanic, šířit znalosti meteorologie a propagovat ji. V tomto duchu pokračoval i jeho nástupce ve funkci ředitele hvězdárny Alois Martin David. V roce 1804 bylo zahájeno pravidelné měření dešťových srážek.
Za ředitele Karla Kreila byl od roku 1840 rozšířen počet pozorování - měřilo se každou hodinu, zpočátku až 20x denně (i v noci), později 10x denně. To Kreila přimělo ke konstrukci samopisných přístrojů, které se od roku 1842 používaly pro měření tlaku vzduchu, od roku 1844 pro měření teploty, tlaku par a vlhkosti. Přibylo i automatické zaznamenávání srážek a rychlosti a směru větru. Observatoř začala vydávat vlastní ročenky Magnetische und meteorologische Beobachtungen an der k.k. Sternwarte zu Prag a Astronomisch-meteorologisches Jahrbuch für Prag. Poté, co byl v roce 1851 ve Vídni založen Ústřední ústav pro meteorologii a geomagnetismus (Zentralanstalt für Meteorologie und Erdmagnetismus),  jehož prvním ředitelem se stal právě Kreil, význam klementinské observatoře poklesl. Došlo k omezení meteorologických pozorování, koncem 19. století se opět pozorovalo pouze 3x denně. Byla dokonce ohrožena sama existence meteorologické stanice v rámci hvězdárny, ale navzdory celkovému úpadku se měření podařilo udržet, i když s nepříliš vyhovujícím přístrojovým vybavením.
V listopadu 1918 se hvězdárna stala Státní hvězdárnou republiky Československé. Zároveň byl již v prosinci zřízen Státní ústav meteorologický, který převzal meteorologický personál a přesídlil do univerzitního ústavu. Meteorologickou stanici v Klementinu obsluhovali pracovníci Státní hvězdárny, přístrojové vybavení a vydávání ročenek s výsledky měření zajišťoval Státní ústav meteorologický. Klementinum bylo zařazeno do sítě stanic SÚM. Když byli v roce 1939 astronomové z hvězdárny vypuzeni, pozorovací službu převzali zaměstnanci Ústředního meteorologického ústavu pro Čechy a Moravu, jak byl tehdy SÚM přejmenován. Po 2. světové válce byla stanice přičleněna k Českému hydrometeorologickému ústavu (ČHMÚ). Slouží již pouze jako zařízení k měření meteorologických údajů, nikoli jako vědecké pracoviště.

## Přístrojové vybavení

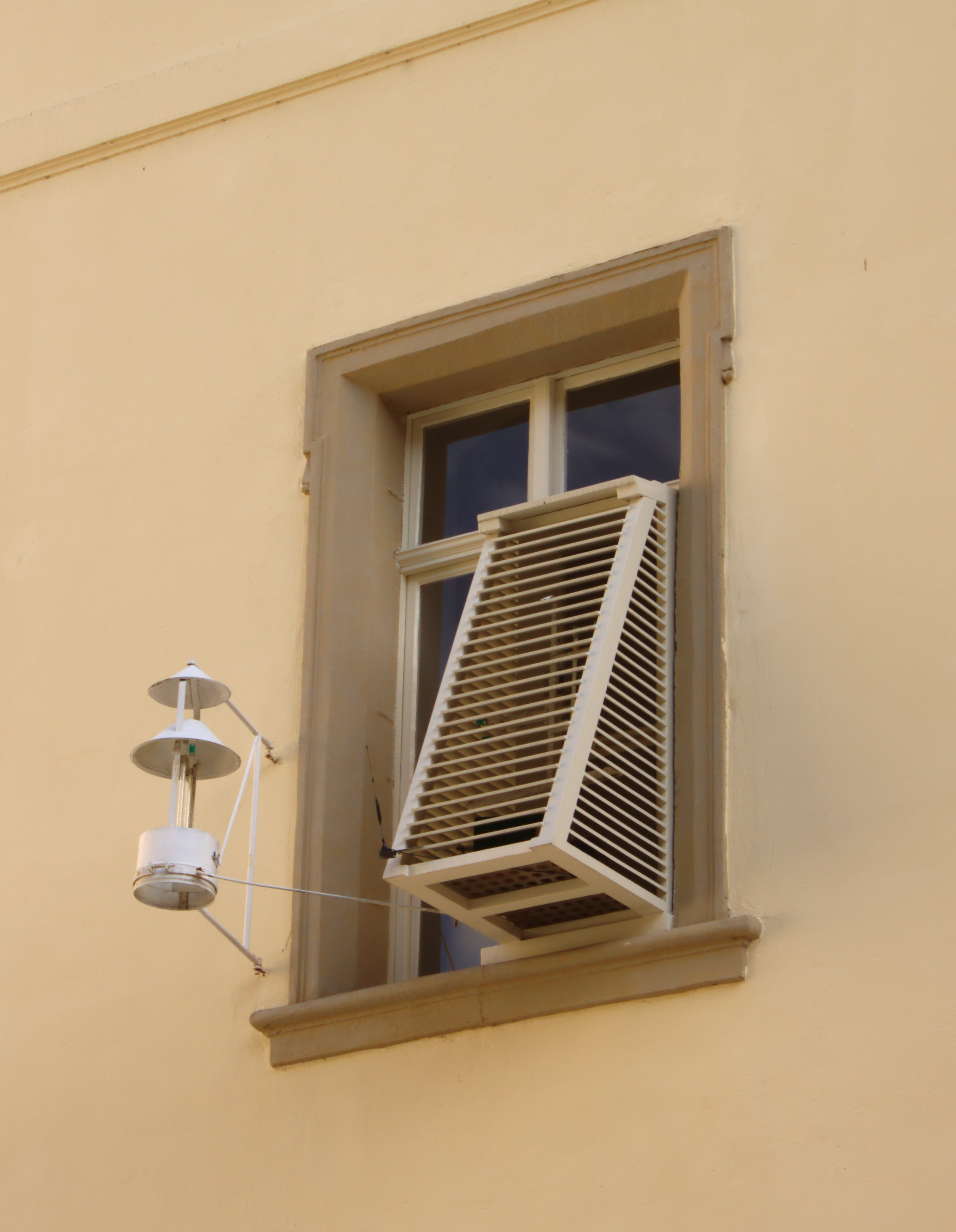
Měřicí přístroje

Budky s měřicími přístroji jsou umístěny na severní fasádě v 1. patře přístavku vnitřního bloku jižního křídla Klementina vedle kostela sv. Klimenta. Nachází se zde jak historická budka (s plechovými obručemi a stříškou), tak i budka moderní (dřevěná s žaluziemi). Přístroje v budkách měří teplotu a vlhkost, tlak vzduchu se měří v místnosti za nimi. Na střeše východního křídla se nachází slunoměrné čidlo, klopný srážkoměr, anemometr na měření rychlosti větru a směrovka pro určení směru proudění. Jsou zde i historická měřicí zařízení - hrnec původního srážkoměru, korouhev na měření směru větru a skleněná koule heliografu, který sloužil k měření délky slunečního svitu. Měření probíhají automaticky, manuálně se pouze kontrolují, čistí a kalibrují přístroje. Data jsou ukládána online do databáze Českého hydrometeorologického ústavu v desetiminutových intervalech. Pro výpočet průměrných denních teplot se (zde i na jiných stanicích) dodnes používá výsledků měření podle tzv. "mannheimských hodin", tj. hodnot ze 7., 14. a 21. hodiny.

## Přesnost měření
Údaje nashromážděné během 250 let klementinských měření jsou cenným zdrojem informací o stavu počasí a klimatu a jeho změnách. Výsledky měření však byly ovlivněny řadou faktorů. Umístění přístrojů se v průběhu času měnilo, používaly se různé přístroje, v počátcích se měřilo i v jiných hodinách. Navíc klementinská stanice ani nemá standardní umístění pro měření teploty a nachází se v historickém centru Prahy, kde panuje výrazně odlišné klima než v okolí města, což způsobuje i to, že je zde více teplotních rekordů. Meteorologové zvažovali, zda měření přizpůsobit mezinárodním standardům, ale rozhodli se pokračovat ve stejných nestandardních podmínkách, aby řada zůstala kompaktní.